# باکلان شاهنشاهی
باکلان شاهنشاهی (نام علمی: Phalacrocorax atriceps) نام یک گونه از سرده باکلان‌های سیاه است.